# Gambia (1965-1970)
Gambia (Engels: The Gambia) was van 1965 tot 1970 een onafhankelijk land binnen het Gemenebest van Naties met de Britse koningin Elizabeth II als staatshoofd (een Commonwealth realm). Het land ontstond op 18 februari 1965 toen de Kolonie en Protectoraat Gambia onafhankelijk werd van het Verenigd Koninkrijk. In 1965 werd er een referendum gehouden waarbij 65,85% van de bevolking stemde voor afschaffing van de monarchie. Er was echter een tweederdemeerderheid vereist. Daarom werd er in 1970 een nieuw referendum georganiseerd, waarbij 70,45% van de bevolking voor afschaffing van de monarchie stemde. Zodoende werd op 24 april 1970 alsnog de Republiek Gambia uitgeroepen.

## Bestuur
De Britse koningin Elizabeth II was staatshoofd van Gambia als zijnde de Koningin van Gambia. De koningin werd in haar functie vertegenwoordigd door een gouverneur-generaal. Tot 9 februari 1966 was dit John Warburton Paul en daarna, tot het uitroepen van de republiek, Farimang Mamadi Singateh. De premier van Gambia was Dawda Kairaba Jawara. Na het uitroepen van de republiek werd hij de eerste president van Gambia.